# Vierde divisie (voetbal Nederland)
De Vierde Divisie (tot en met 2022 de Hoofdklasse) is het vijfde voetbalniveau in Nederland dat de KNVB organiseert en het derde niveau in het amateurvoetbal. Vanaf het seizoen 2016/17 telt dit niveau vier competities en nemen in elke competitie zestien teams deel.
Vanaf de oprichting (in 1974 voor de zondagclubs, in 1996 voor de zaterdagclubs) tot en met het seizoen 2009/10 was deze landelijke klasse het hoogste amateurniveau. In 2010/11 werd de Topklasse (in 2016/17 hernoemd naar Derde Divisie) erboven geplaatst en werd het het vierde niveau, terwijl vanaf 2016 de Tweede Divisie werd heringevoerd en de Hoofdklasse het vijfde Nederlandse voetbalniveau werd. Vanaf 2022 is de naam Hoofdklasse geschrapt en gaat de competitie door het leven als Vierde Divisie. Sinds het seizoen 2023/24 is er geen scheiding meer tussen zaterdag- en zondagclubs.

## Opzet
Vanaf het seizoen 2023/2024 zijn er vier competities (A, B, C en D) met elk zestien teams waarbij er geen scheiding meer is tussen zaterdag- en zondagclubs. In het algemeen worden de wedstrijden op zaterdagmiddag gespeeld. Een wedstrijd tussen twee zondagploegen wordt veelal op zondagmiddag afgewerkt.
- De kampioenen van elk van de competities promoveren naar de Derde Divisie. De periodekampioenen (drie per klasse) spelen met de nummers 15 en 16 van de Derde Divisies A en B in de nacompetitie om twee plaatsen in de Derde Divisie.
- De nummers 15 en 16 degraderen rechtstreeks naar de Eerste klasse. De nummers 13 en 14 van strijden in de nacompetitie met de periodekampioenen uit de Eerste klasse (drie per klasse) om in totaal acht plaatsen in de Vierde Divisie.

## Historie

### Zondagamateurs
De hoofdklasse voor zondagamateurs bestaat sinds het seizoen 1974/75 toen de klasse met drie competities (A, B en C) boven de zes eerste klassen als hoogste amateurniveau werd ingevoerd. De eerste 42 deelnemers (14 teams per competitie) waren de top-7 van elke Eerste klasse van het seizoen 1973/74.
Vanaf het seizoen 1996/97 spelen de noordoostelijke clubs in de Hoofdklasse C in plaats van B en de Zuidelijke clubs in de Hoofdklasse B in plaats van C, dit in analogie met het zaterdagvoetbal.

### Zaterdagamateurs
De hoofdklasse voor de zaterdagamateurs werd in het seizoen 1996/97 ingevoerd door middel van herbenoeming van de drie Eerste klassen naar Hoofdklasse. Dit gebeurde tegelijkertijd met de grote omvorming die de KNVB in de zomer van 1996 doorvoerde met het opheffen van de KNVB-afdelingen ("onderbonden") met hun eigen competities naar negen KNVB-districten (Midden, Noord, Oost, West I, II, III en IV en Zuid I en II).

### Algeheel kampioenschap
Tot en met het seizoen 2009/10 speelden de kampioenen van elke klasse onderling om het zaterdagsamateur- en het zondagsamateurkampioenschap. Vervolgens speelden de zaterdag- en de zondagkampioen om het algeheel amateurkampioenschap van Nederland. De algehele amateurkampioen nam deel aan de wedstrijd om de Super Cup voor amateurs.

### Tot 2016
Tot en met 2015/16 telde zowel de zaterdag- als de zondagafdeling drie hoofdklassen (A, B en C) met elk veertien teams. Degradatie uit de Hoofdklasse volgde naar de Eerste klasse, waarbij met uitzondering van de rechtstreekse degradanten, middels promotie/degradatiewedstrijden met de periodekampioenen uit de Eerste klasse om lijfsbehoud werd gestreden. Van 2010/11-2014/15 promoveerden de kampioenen naar de Topklasse in hun afdeling, zij namen de plaatsen van de nummers 14,15 en 16 in. De periodekampioenen (of hun plaatsvervangers) streden in promotie/degradatiewedstrijden met de nummer 13 uit de Topklasse om een plaats in deze klasse.
Overgangsseizoen 2015/16
In het overgangsseizoen 2015/16 promoveerden de kampioenen naar de Derde Divisie die van zestien naar achttien clubs werd uitgebreid, waardoor alleen de nummer zestien rechtstreeks uit de Topklasse degradeerde. De periodekampioenen streden met de nummer 15 van de Topklasse in promotie/degradatiewedstrijden om een plaats in deze klasse. De nummers 13 en 14 degradeerden rechtstreeks naar de Eerste klasse, de nummers 11 en 12 speelden samen met de periodekampioenen uit die klasse in promotie/degradatiewedstrijden voor lijfsbehoud.
De samenstelling voor het seizoen 2016/17 zag er als volgt uit:
| Zaterdagafdeling | Degradant Topklasse | 5 teams p/d TK-HK | 18 teams HK | 5 kampioenen EK | 3 teams p/d HK-EK | = 32 teams |
| Zondagafdeling   | Degradant Topklasse | 5 teams p/d TK-HK | 18 teams HK | 6 kampioenen EK | 2 teams p/d HK-EK | = 32 teams |

### Vanaf 2023: weekendvoetbal
De herinvoering van de Tweede Divisie zorgde voor een opheffing van het zaterdag- en zondagvoetbal. De scheiding tussen het zaterdag- en zondagvoetbal is vanaf 2023 ook komen te vervallen in de Vierde Divisie. Daardoor is de competitie in vier regionale poules worden ingedeeld in plaats van op speeldag. Aan amateurverenigingen werd voorafgaand aan het seizoen gevraagd of ze de thuiswedstrijden op zaterdag of zondag willen afwerken. Van deze regel mag worden afgeweken door principiële zaterdagclubs die het recht behouden om ook hun uitwedstrijden op zaterdag te spelen.

## Kampioenen
De seizoenen 2019/20 en 2020/21 kennen geen kampioenen in verband met de afgebroken competities vanwege de coronapandemie.
| 1e amateurniveau (invoering Hoofdklasse zondag)   | 1e amateurniveau (invoering Hoofdklasse zondag) | 1e amateurniveau (invoering Hoofdklasse zondag) | 1e amateurniveau (invoering Hoofdklasse zondag) | 1e amateurniveau (invoering Hoofdklasse zondag) | 1e amateurniveau (invoering Hoofdklasse zondag) | 1e amateurniveau (invoering Hoofdklasse zondag) | 1e amateurniveau (invoering Hoofdklasse zondag) | 1e amateurniveau (invoering Hoofdklasse zondag) | 1e amateurniveau (invoering Hoofdklasse zondag) | 1e amateurniveau (invoering Hoofdklasse zondag) | 1e amateurniveau (invoering Hoofdklasse zondag) | 1e amateurniveau (invoering Hoofdklasse zondag) |                 |
| Jaar                                              | Zondag A                                        | Zondag A                                        | Zondag C                                        | Zondag C                                        | Zondag B                                        | Zondag B                                        |                                                 |                                                 |                                                 |                                                 |                                                 |                                                 |                 |
| ------------------------------------------------- | ----------------------------------------------- | ----------------------------------------------- | ----------------------------------------------- | ----------------------------------------------- | ----------------------------------------------- | ----------------------------------------------- | ----------------------------------------------- | ----------------------------------------------- | ----------------------------------------------- | ----------------------------------------------- | ----------------------------------------------- | ----------------------------------------------- | --------------- |
| 1975                                              | Rood Wit-A                                      | Rood Wit-A                                      | RBC                                             | RBC                                             | VV Emmen                                        | VV Emmen                                        |                                                 |                                                 |                                                 |                                                 |                                                 |                                                 |                 |
| 1976                                              | CVV                                             | CVV                                             | SV Limburgia                                    | SV Limburgia                                    | CVV Germanicus                                  | CVV Germanicus                                  |                                                 |                                                 |                                                 |                                                 |                                                 |                                                 |                 |
| 1977                                              | DWV                                             | DWV                                             | BVV                                             | BVV                                             | VV Rheden                                       | VV Rheden                                       |                                                 |                                                 |                                                 |                                                 |                                                 |                                                 |                 |
| 1978                                              | VUC                                             | VUC                                             | VV Geldrop                                      | VV Geldrop                                      | VV Hoogeveen                                    | VV Hoogeveen                                    |                                                 |                                                 |                                                 |                                                 |                                                 |                                                 |                 |
| 1979                                              | VUC                                             | VUC                                             | EHC                                             | EHC                                             | Rohda Raalte                                    | Rohda Raalte                                    |                                                 |                                                 |                                                 |                                                 |                                                 |                                                 |                 |
| 1980                                              | Xerxes                                          | Xerxes                                          | VV Caesar                                       | VV Caesar                                       | Rohda Raalte                                    | Rohda Raalte                                    |                                                 |                                                 |                                                 |                                                 |                                                 |                                                 |                 |
| 1981                                              | DHC                                             | DHC                                             | RKC                                             | RKC                                             | De Treffers                                     | De Treffers                                     |                                                 |                                                 |                                                 |                                                 |                                                 |                                                 |                 |
| 1982                                              | USV Elinkwijk                                   | USV Elinkwijk                                   | RKC                                             | RKC                                             | Rohda Raalte                                    | Rohda Raalte                                    |                                                 |                                                 |                                                 |                                                 |                                                 |                                                 |                 |
| 1983                                              | DHC                                             | DHC                                             | VV Geldrop                                      | VV Geldrop                                      | Achilles '29                                    | Achilles '29                                    |                                                 |                                                 |                                                 |                                                 |                                                 |                                                 |                 |
| 1984                                              | USV Elinkwijk                                   | USV Elinkwijk                                   | VV Geldrop                                      | VV Geldrop                                      | Zwolsche Boys                                   | Zwolsche Boys                                   |                                                 |                                                 |                                                 |                                                 |                                                 |                                                 |                 |
| 1985                                              | DHC                                             | DHC                                             | EHC                                             | EHC                                             | VV Rheden                                       | VV Rheden                                       |                                                 |                                                 |                                                 |                                                 |                                                 |                                                 |                 |
| 1986                                              | GVV Unitas                                      | GVV Unitas                                      | TOP                                             | TOP                                             | De Treffers                                     | De Treffers                                     |                                                 |                                                 |                                                 |                                                 |                                                 |                                                 |                 |
| 1987                                              | DWV                                             | DWV                                             | VV Geldrop                                      | VV Geldrop                                      | VV Rheden                                       | VV Rheden                                       |                                                 |                                                 |                                                 |                                                 |                                                 |                                                 |                 |
| 1988                                              | USV Elinkwijk                                   | USV Elinkwijk                                   | TOP                                             | TOP                                             | De Treffers                                     | De Treffers                                     |                                                 |                                                 |                                                 |                                                 |                                                 |                                                 |                 |
| 1989                                              | RCH                                             | RCH                                             | SV Venray                                       | SV Venray                                       | HSC '21                                         | HSC '21                                         |                                                 |                                                 |                                                 |                                                 |                                                 |                                                 |                 |
| 1990                                              | USV Elinkwijk                                   | USV Elinkwijk                                   | VV Geldrop                                      | VV Geldrop                                      | De Treffers                                     | De Treffers                                     |                                                 |                                                 |                                                 |                                                 |                                                 |                                                 |                 |
| 1991                                              | USV Elinkwijk                                   | USV Elinkwijk                                   | TOP                                             | TOP                                             | De Treffers                                     | De Treffers                                     |                                                 |                                                 |                                                 |                                                 |                                                 |                                                 |                 |
| 1992                                              | RCH                                             | RCH                                             | RKSV Halsteren                                  | RKSV Halsteren                                  | VV Rheden                                       | VV Rheden                                       |                                                 |                                                 |                                                 |                                                 |                                                 |                                                 |                 |
| 1993                                              | USV Holland                                     | USV Holland                                     | VV Geldrop                                      | VV Geldrop                                      | Quick '20                                       | Quick '20                                       |                                                 |                                                 |                                                 |                                                 |                                                 |                                                 |                 |
| 1994                                              | VSV TONEGIDO                                    | VSV TONEGIDO                                    | SV Meerssen                                     | SV Meerssen                                     | RKVV STEVO                                      | RKVV STEVO                                      |                                                 |                                                 |                                                 |                                                 |                                                 |                                                 |                 |
| 1995                                              | USV Holland                                     | USV Holland                                     | VV Baronie                                      | VV Baronie                                      | VV Appingedam                                   | VV Appingedam                                   |                                                 |                                                 |                                                 |                                                 |                                                 |                                                 |                 |
| 1996                                              | SC Feyenoord                                    | SC Feyenoord                                    | VV Baronie                                      | VV Baronie                                      | VV Appingedam                                   | VV Appingedam                                   |                                                 |                                                 |                                                 |                                                 |                                                 |                                                 |                 |
| 1e amateurniveau (invoering Hoofdklasse zaterdag) |                                                 |                                                 |                                                 |                                                 |                                                 |                                                 |                                                 |                                                 |                                                 |                                                 |                                                 |                                                 |                 |
|                                                   | Zondag A                                        | Zondag A                                        | Zondag B                                        | Zondag B                                        | Zondag C                                        | Zondag C                                        | Zaterdag A                                      | Zaterdag A                                      | Zaterdag B                                      | Zaterdag B                                      | Zaterdag C                                      | Zaterdag C                                      |                 |
| 1997                                              | AFC '34                                         | AFC '34                                         | VV Baronie                                      | VV Baronie                                      | HSC '21                                         | HSC '21                                         | FC Lisse                                        | FC Lisse                                        | GVVV                                            | GVVV                                            | VVOG                                            | VVOG                                            |                 |
| 1998                                              | HVV Hollandia                                   | HVV Hollandia                                   | VV Gemert                                       | VV Gemert                                       | De Treffers                                     | De Treffers                                     | SV ARC                                          | SV ARC                                          | BVV Barendrecht                                 | BVV Barendrecht                                 | IJsselmeervogels                                | IJsselmeervogels                                |                 |
| 1999                                              | SV Argon                                        | SV Argon                                        | UDI'19                                          | UDI'19                                          | HSC '21                                         | HSC '21                                         | vv Noordwijk                                    | vv Noordwijk                                    | VV DOVO                                         | VV DOVO                                         | IJsselmeervogels                                | IJsselmeervogels                                |                 |
| 2000                                              | HVV Hollandia                                   | HVV Hollandia                                   | UDI'19                                          | UDI'19                                          | Achilles 1894                                   | Achilles 1894                                   | VV Katwijk                                      | VV Katwijk                                      | SV Spakenburg                                   | SV Spakenburg                                   | SV Urk                                          | SV Urk                                          |                 |
| 2001                                              | VV Baronie                                      | VV Baronie                                      | JVC Cuijk                                       | JVC Cuijk                                       | HSC '21                                         | HSC '21                                         | FC Lisse                                        | FC Lisse                                        | ASWH                                            | ASWH                                            | Be Quick '28                                    | Be Quick '28                                    |                 |
| 2002                                              | HVV Hollandia                                   | HVV Hollandia                                   | UDI'19                                          | UDI'19                                          | AGOVV                                           | AGOVV                                           | ASWH                                            | ASWH                                            | SV Huizen                                       | SV Huizen                                       | ACV                                             | ACV                                             |                 |
| 2003                                              | Türkiyemspor                                    | Türkiyemspor                                    | SV Meerssen                                     | SV Meerssen                                     | HSC '21                                         | HSC '21                                         | Quick Boys                                      | Quick Boys                                      | SV Huizen                                       | SV Huizen                                       | Harkemase Boys                                  | Harkemase Boys                                  |                 |
| 2004                                              | Türkiyemspor                                    | Türkiyemspor                                    | VV Baronie                                      | VV Baronie                                      | HSC '21                                         | HSC '21                                         | Quick Boys                                      | Quick Boys                                      | VV DOVO                                         | VV DOVO                                         | SC Genemuiden                                   | SC Genemuiden                                   |                 |
| 2005                                              | SV Argon                                        | SV Argon                                        | RKSV Schijndel                                  | RKSV Schijndel                                  | De Treffers                                     | De Treffers                                     | ASWH                                            | ASWH                                            | IJsselmeervogels                                | IJsselmeervogels                                | Excelsior '31                                   | Excelsior '31                                   |                 |
| 2006                                              | Türkiyemspor                                    | Türkiyemspor                                    | RKSV Schijndel                                  | RKSV Schijndel                                  | Achilles '29                                    | Achilles '29                                    | Rijnsburgse Boys                                | Rijnsburgse Boys                                | IJsselmeervogels                                | IJsselmeervogels                                | ONS Sneek                                       | ONS Sneek                                       |                 |
| 2007                                              | SV Argon                                        | SV Argon                                        | JVC Cuijk                                       | JVC Cuijk                                       | WKE                                             | WKE                                             | Rijnsburgse Boys                                | Rijnsburgse Boys                                | IJsselmeervogels                                | IJsselmeervogels                                | HHC Hardenberg                                  | HHC Hardenberg                                  |                 |
| 2008                                              | HVV Hollandia                                   | HVV Hollandia                                   | SV Deurne                                       | SV Deurne                                       | Achilles '29                                    | Achilles '29                                    | FC Lisse                                        | FC Lisse                                        | SV Spakenburg                                   | SV Spakenburg                                   | HHC Hardenberg                                  | HHC Hardenberg                                  |                 |
| 2009                                              | Westlandia                                      | Westlandia                                      | VV Baronie                                      | VV Baronie                                      | WKE                                             | WKE                                             | Rijnsburgse Boys                                | Rijnsburgse Boys                                | IJsselmeervogels                                | IJsselmeervogels                                | Harkemase Boys                                  | Harkemase Boys                                  |                 |
| 2010                                              | AFC                                             | AFC                                             | VV Gemert                                       | VV Gemert                                       | De Treffers                                     | De Treffers                                     | BVV Barendrecht                                 | BVV Barendrecht                                 | IJsselmeervogels                                | IJsselmeervogels                                | Excelsior '31                                   | Excelsior '31                                   |                 |
| 2e amateurniveau (na invoering Topklasse)         |                                                 |                                                 |                                                 |                                                 |                                                 |                                                 |                                                 |                                                 |                                                 |                                                 |                                                 |                                                 |                 |
|                                                   | Zondag A                                        | Zondag A                                        | Zondag B                                        | Zondag B                                        | Zondag C                                        | Zondag C                                        | Zaterdag A                                      | Zaterdag A                                      | Zaterdag B                                      | Zaterdag B                                      | Zaterdag C                                      | Zaterdag C                                      |                 |
| 2011                                              | HBS                                             | HBS                                             | VV UNA                                          | VV UNA                                          | HSC '21                                         | HSC '21                                         | vv Noordwijk                                    | vv Noordwijk                                    | GVVV                                            | GVVV                                            | SVZW                                            | SVZW                                            |                 |
| 2012                                              | ADO '20                                         | ADO '20                                         | VV Gemert                                       | VV Gemert                                       | Sneek Wit Zwart                                 | Sneek Wit Zwart                                 | Jodan Boys                                      | Jodan Boys                                      | SVV Scheveningen                                | SVV Scheveningen                                | DETO                                            | DETO                                            |                 |
| 2013                                              | RKSV Leonidas                                   | RKSV Leonidas                                   | VV UNA                                          | VV UNA                                          | Be Quick 1887                                   | Be Quick 1887                                   | Ter Leede                                       | Ter Leede                                       | Excelsior Maassluis                             | Excelsior Maassluis                             | ONS Sneek                                       | ONS Sneek                                       |                 |
| 2014                                              | Koninklijke HFC                                 | Koninklijke HFC                                 | OJC Rosmalen                                    | OJC Rosmalen                                    | USV Hercules                                    | USV Hercules                                    | VV Sparta Nijkerk                               | VV Sparta Nijkerk                               | HSV Hoek                                        | HSV Hoek                                        | SC Genemuiden                                   | SC Genemuiden                                   |                 |
| 2015                                              | Magreb '90                                      | Magreb '90                                      | TEC VV                                          | TEC VV                                          | Sneek Wit Zwart                                 | Sneek Wit Zwart                                 | SteDoCo                                         | SteDoCo                                         | VV Katwijk                                      | VV Katwijk                                      | DVS '33                                         | DVS '33                                         |                 |
| 2016                                              | Westlandia                                      | Westlandia                                      | VV Dongen                                       | VV Dongen                                       | Juliana '31                                     | Juliana '31                                     | ODIN '59                                        | ODIN '59                                        | Quick Boys                                      | Quick Boys                                      | Harkemase Boys                                  | Harkemase Boys                                  |                 |
| 3e amateurniveau (na invoering Tweede Divisie)    |                                                 |                                                 |                                                 |                                                 |                                                 |                                                 |                                                 |                                                 |                                                 |                                                 |                                                 |                                                 |                 |
|                                                   | Zondag A                                        | Zondag A                                        | Zondag A                                        | Zondag B                                        | Zondag B                                        | Zondag B                                        | Zaterdag A                                      | Zaterdag A                                      | Zaterdag A                                      | Zaterdag B                                      | Zaterdag B                                      | Zaterdag B                                      |                 |
| 2017                                              | ADO '20                                         | ADO '20                                         | ADO '20                                         | Blauw Geel '38                                  | Blauw Geel '38                                  | Blauw Geel '38                                  | VV Spijkenisse                                  | VV Spijkenisse                                  | VV Spijkenisse                                  | ACV                                             | ACV                                             | ACV                                             |                 |
| 2018                                              | VV SJC                                          | VV SJC                                          | VV SJC                                          | SV OSS '20                                      | SV OSS '20                                      | SV OSS '20                                      | vv Noordwijk                                    | vv Noordwijk                                    | vv Noordwijk                                    | VV Eemdijk                                      | VV Eemdijk                                      | VV Eemdijk                                      |                 |
| 2019                                              | RKVV DEM                                        | RKVV DEM                                        | RKVV DEM                                        | RKSV Groene Ster                                | RKSV Groene Ster                                | RKSV Groene Ster                                | Ter Leede                                       | Ter Leede                                       | Ter Leede                                       | Excelsior '31                                   | Excelsior '31                                   | Excelsior '31                                   |                 |
| 2020                                              | Geen kampioenen                                 | Geen kampioenen                                 | Geen kampioenen                                 | Geen kampioenen                                 | Geen kampioenen                                 | Geen kampioenen                                 | Geen kampioenen                                 | Geen kampioenen                                 | Geen kampioenen                                 | Geen kampioenen                                 | Geen kampioenen                                 | Geen kampioenen                                 | Geen kampioenen |
| 2021                                              | Geen kampioenen                                 | Geen kampioenen                                 | Geen kampioenen                                 | Geen kampioenen                                 | Geen kampioenen                                 | Geen kampioenen                                 | Geen kampioenen                                 | Geen kampioenen                                 | Geen kampioenen                                 | Geen kampioenen                                 | Geen kampioenen                                 | Geen kampioenen                                 | Geen kampioenen |
| 2022                                              | TOGB                                            | TOGB                                            | TOGB                                            | VV Baronie                                      | VV Baronie                                      | VV Baronie                                      | FC Rijnvogels                                   | FC Rijnvogels                                   | FC Rijnvogels                                   | SV Urk                                          | SV Urk                                          | SV Urk                                          |                 |
| 2023                                              | VV Hoogeveen                                    | VV Hoogeveen                                    | VV Hoogeveen                                    | SV Meerssen                                     | SV Meerssen                                     | SV Meerssen                                     | VV Kloetinge                                    | VV Kloetinge                                    | VV Kloetinge                                    | VV Eemdijk                                      | VV Eemdijk                                      | VV Eemdijk                                      |                 |
| 3e amateurniveau (invoering weekendvoetbal)       |                                                 |                                                 |                                                 |                                                 |                                                 |                                                 |                                                 |                                                 |                                                 |                                                 |                                                 |                                                 |                 |
|                                                   | Vierde divisie A                                | Vierde divisie A                                | Vierde divisie A                                | Vierde divisie B                                | Vierde divisie B                                | Vierde divisie B                                | Vierde divisie C                                | Vierde divisie C                                | Vierde divisie C                                | Vierde divisie D                                | Vierde divisie D                                | Vierde divisie D                                |                 |
| 2024                                              | Ajax (amateurs)                                 | Ajax (amateurs)                                 | Ajax (amateurs)                                 | ASWH                                            | ASWH                                            | ASWH                                            | VV GOES                                         | VV GOES                                         | VV GOES                                         | Excelsior '31                                   | Excelsior '31                                   | Excelsior '31                                   |                 |
| 2025                                              | VV Scherpenzeel                                 | VV Scherpenzeel                                 | VV Scherpenzeel                                 | VV Zwaluwen                                     | VV Zwaluwen                                     | VV Zwaluwen                                     | UDI'19                                          | UDI'19                                          | UDI'19                                          | VV Hoogeveen                                    | VV Hoogeveen                                    | VV Hoogeveen                                    |                 |

Vanaf 2016 staan alle competities op 1 pagina.

Bekers:
KNVB beker (amateurs) · Super Cup (amateurs) · Districtsbekers
Niveaus:
Tweede divisie · Derde divisie · Vierde divisie · 1e klasse · 2e klasse · 3e klasse · 4e klasse · 5e klasse · 6e klasse · 7e klasse · 8e klasse